# 864
Năm 864 là một năm trong lịch Julius.